# Valdragone
Valdragone es una curazia situada en el castello (municipio) de Borgo Maggiore (San Marino).